# Platycarpum decipiens
Platycarpum decipiens là một loài thực vật có hoa trong họ Thiến thảo. Loài này được Woodson & Steyerm. miêu tả khoa học đầu tiên năm 1952.